# Douze ans de séjour dans la Haute-Éthiopie
| - Arnauld d'Abbadie circa 1845. |

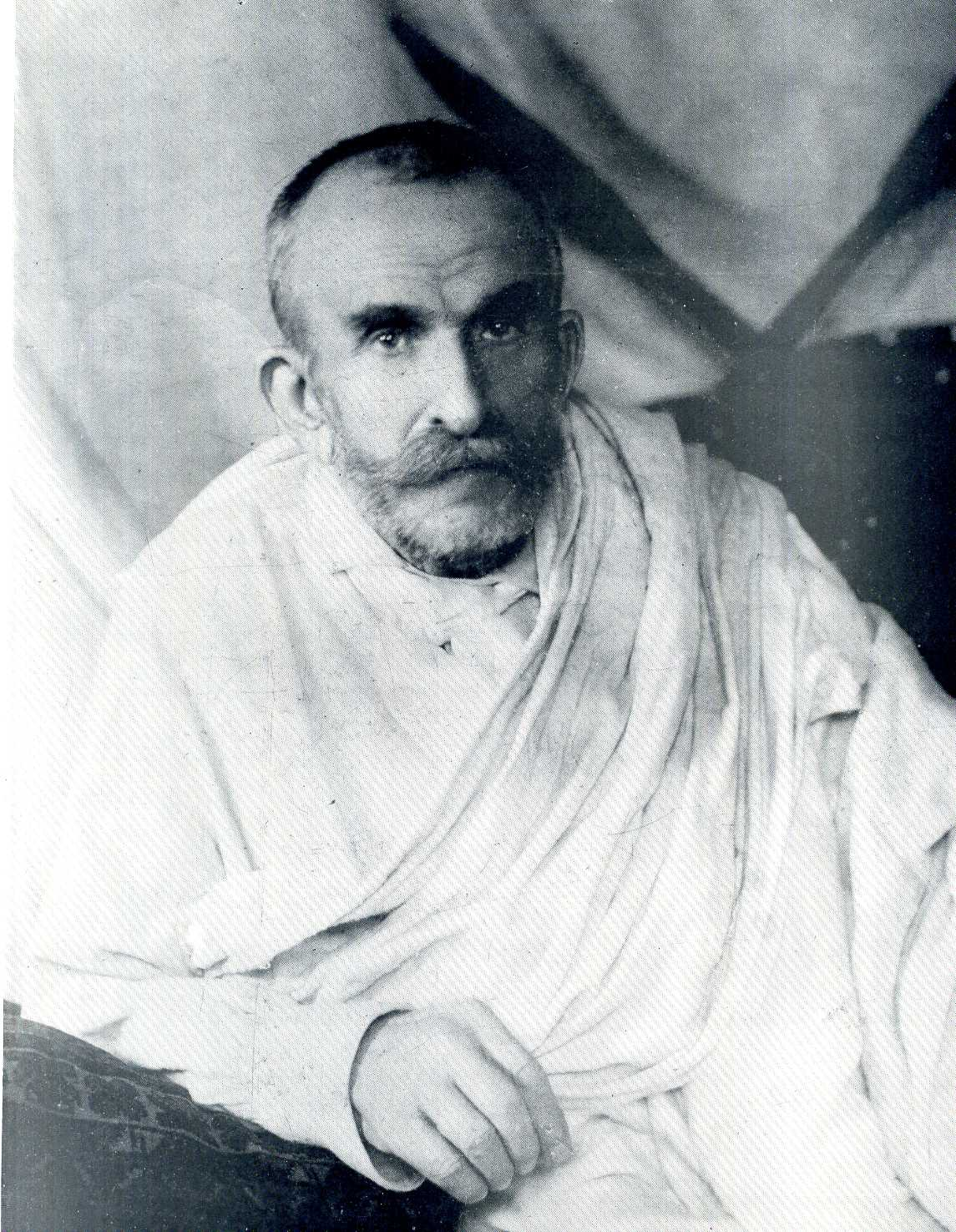
Arnauld d'Abbadie circa 1892

Douze ans de séjour dans la Haute-Éthiopie d'Arnauld d'Abbadie est le récit du séjour d'Arnauld et Antoine d'Abbadie dans l'Abyssinie entre 1837 et 1849. Le premier tome du livre est publié en 1868. Les trois autres tomes sont publiés plus d'un siècle plus tard : tome II en 1981 ; tome III en 1983 et tome IV en 1999.
Les quatre tomes sont une mine d'information ethnographique, historique, culturelle, de vignettes de personnalités et des aventures militaires. Le récit est également d'une qualité littéraire exceptionnelle, comparable à l'ouvrage Les Sept Piliers de la sagesse, de Lawrence d’Arabie. 

## Introduction
Pendant tout son séjour, Arnauld tient un journal de ses activités et ses impressions dans des carnets qu'il garde précieusement. À partir de 1863, quand il sait qu'il ne retournera jamais en Abyssinie, il commence la rédaction de ses mémoires. Le premier volume est publié en 1868, à compte d'auteur. Ce premier tome couvre la période 25 décembre 1837 - 12 mai 1841. Les autres tomes ne sont pas publiés du vivant d'Arnauld d'Abbadie, sans doute liés à la profonde déchirure provoquée par son frère Antoine en 1864. 
Trois fragments du tome 2 sont publiés en 1897 dans la revue des Jésuites Études. Les manuscrits et notes pour la suite (environ 6 500 pages de mémoires et 3 000 pages de textes et brouillons) restent dans sa famille après la mort d'Arnauld en 1893. C'est son héritier direct qui les vend à un éthiopisant mexicain, le père Alberto Rècon Gallardo en 1942. Ce dernier les conserve en lieu sûr pendant vingt ans, puis en 1962, les transfère au Mexique avec l'intention de les éditer. Mais il tombe gravement malade et les lègue à la Bibliothèque apostolique vaticane en 1965.
Une réédition du premier tome et la publication des trois autres tomes, basée sur les feuillets manuscrits conservés au Département des manuscrits de la Bibliothèque apostolique vaticane, sont publiés entre 1980 et 1999.
Dans ces volumes de souvenirs, on peut y lire des descriptions de la vie quotidienne, de la vie militaire, des récits de batailles et de stratégie militaire, des portraits de nombreux Éthiopiens, etc. Cependant, pour l'historien, il y a des graves lacunes. Arnauld donne toujours des descriptions très précises, mais il est souvent vague sur les dates, comme s'il les considérait sans grande importance.

## Le contexte du voyage
Le début du XIXe siècle marque l'essor de l’exploration de l’Afrique par les pays européens en quête d'empires coloniaux. Au début, on se limite à la reconnaissances des grands fleuves. La  géographie, la géodésie, la géologie et l’ethnographie de vastes régions africaines restent totalement inconnues, ainsi le triangle : Harar-Magadoso-Cap Guardafui de la Corne de l'Afrique est blanc sur les cartes de 1840. 
Le territoire à explorer est énorme. Les frères d'Abbadie se limitent à l’Abyssinie, dont les quatre provinces représentent plus de 300 000 km2. Les conditions de pénétration sont extrêmement difficiles : 
- les querelles ethniques sont permanentes ; des alliés fidèles d'un jour peuvent devenir des ennemis acharnés le lendemain. Les historiens l'appellent l’Ère des princes ou  le Zemene Mesafent ;
- les guerres religieuses sont monnaie courante (catholiques, protestants, musulmans, coptes, animistes, juifs) ;
- les barrages linguistiques sont nombreux (l’alphabet éthiopien comporte 267 caractères avec une trentaine de langues et dialectes) ;
- les maladies endémiques sont nombreuses : typhus la lèpre, les ophtalmies ;
- la suspicion des puissances coloniales entrave les recherches : Anglais, Italiens, Allemands ou Turcs soupçonnent les frères d'Abbadie d'être des espions[Note 2].

Antoine et Arnauld d'Abbadie ne vont pas en Éthiopie comme simples « touristes ». Ils ont des objectifs bien précis :
- pour Arnauld, c'est la recherche de la source du Nil ;
- pour Antoine, c'est d'abord avec un but scientifique. Il veut cartographier le pays, faire des mesures géodésiques et astronomiques. Il invente des techniques nouvelles et les cartes qu'il produit sont surpassées uniquement par l'arrivée de la photographie aérienne et satellitaire ;
- les deux frères sont des catholiques fervents, issus d'une famille d'abbés laïcs. Antoine le dit lui-même, sans les événements de 1793, il signerait : « Antoine d’Abbadie, abbé lai d’Arrast en Soule ». On peut voir en eux des croisés scientifiques. Ils vont aussi dans les montagnes éthiopiennes pour aider la religion chrétienne en déclin, menacée par un Islam conquérant[4] ;
- pour voyager dans ce pays hostile, il est nécessaire d'en connaître les us et coutumes. Avant de quitter la France, ils se sont renseigné au mieux et une fois sur place, leurs observations ethnologiques, linguistiques, politiques sont de la première importance ;
- pour Arnault, c'est un projet qui prend forme au fur et à mesure de son implantation dans la vie politique. Il veut reconstituer l'ancien empire chrétien d'Éthiopie aux dépens de l'occupation musulmane. En plus, il veut lier ce futur État à la « protection » de la France et ainsi contrecarrer la colonisation britannique dans l'Afrique de l'Est.

## Le séjour en Abyssinie

### 1837-1839
Antoine d'Abbadie quitte Marseille le 1er octobre avec Domingo, un serviteur basque, et arrive en Égypte vers le 16 octobre. Il rejoint son frère qui est déjà au Caire. Les deux frères restent environ deux mois au Caire où ils se lient avec Giuseppe Sapeto, un père lazariste et un certain M. Richards, explorateur anglais en quête d'aventure.

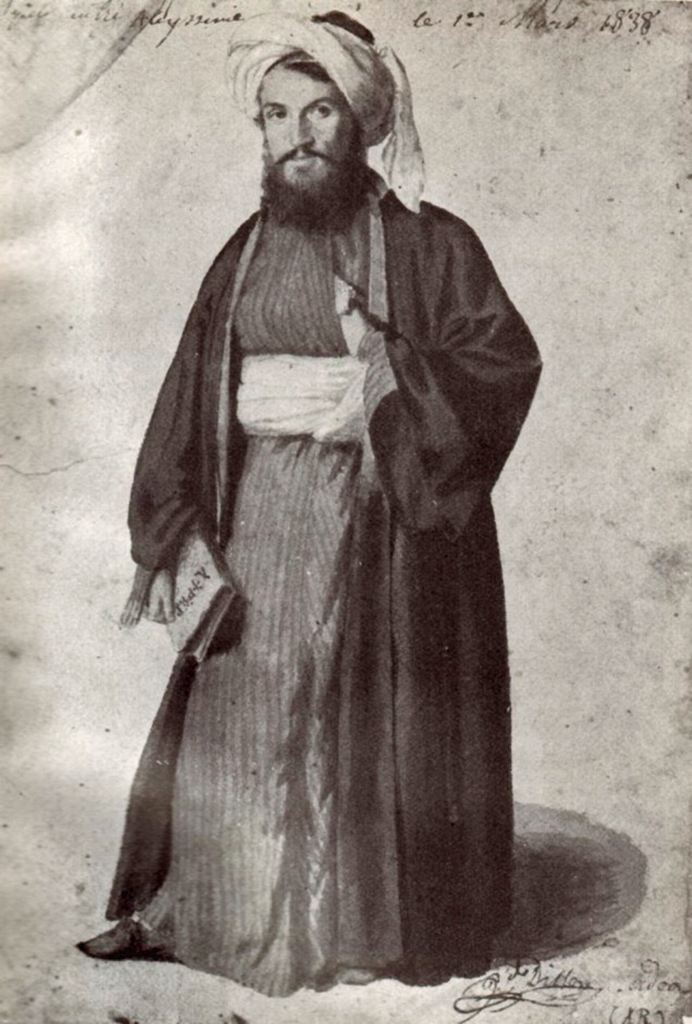
Giusseppe Sapeto (1838).

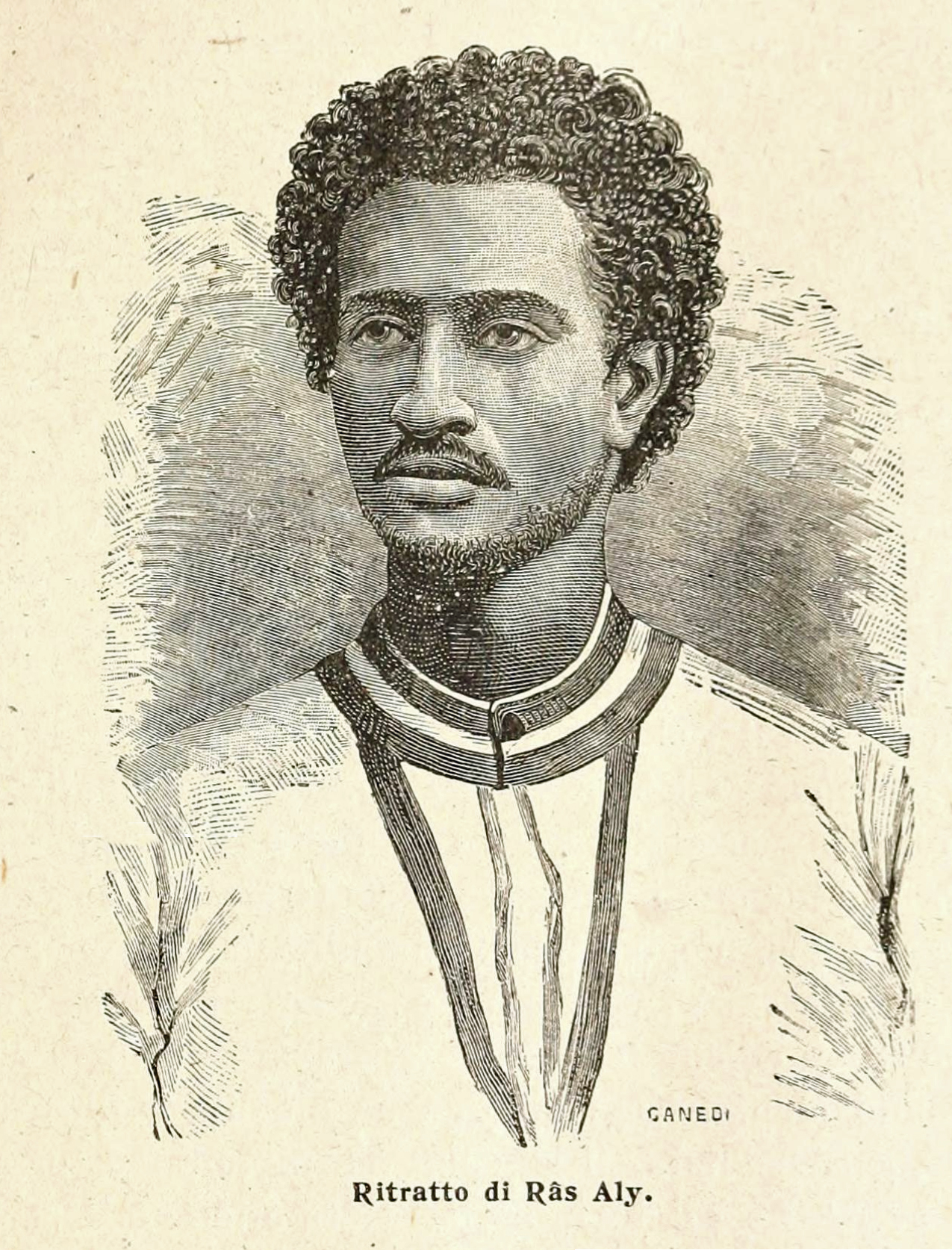

En décembre 1837, le groupe commence son voyage vers le sud. Le 25 décembre, à Kénèh sur les rives du Nil, ils boivent l'eau de la fleuve en faisant le vœu de boire un jour l'eau de sa source. Puis ils descendent la mer Rouge et débarquent à Massaoua le 12 février 1838. 
Dès leur arrivée, la rumeur publique annonce que le Dedjadj Oubié, gouverneur du Tigré, la première région qu'ils doivent traverser, a massacré une mission protestante et interdit son territoire à tout européen, sous peine de mort.
M. Richards se rend compte des difficultés qu’ils doivent affronter et retourne au Caire. Arnauld et le père Sapeto se rendent à Adoua pour s’entretenir directement avec Dedjadj Oubié. Antoine reste à Massaoua avec leur bagages. 
La rumeur est fausse, la mission protestante n'a pas été massacrée. Elle a été emprisonnée et expulsée du Tigré, car les missionnaires ne respectent pas assez les rites de l'église éthiopienne et le culte de la Vierge. Arnauld utilise son talent diplomatique auprès du Dedjadj Oubié et obtient que le père Sapeto puisse rester à Adoua sain et sauf et que lui et Antoine puissent traverser le Tigré sans encombre.
Arnauld récupère son frère et les deux traversent le Tekezé et arrivent à Gondar le 28 mai 1838. À peine arrivé, Antoine se rend compte que ses instruments de géodésie ne sont pas adaptés au terrain pour un travail de précision. Il doit retourner en France pour se munir d'appareils adéquats. Par la même occasion il effectue aussi quelques missions diplomatiques. Il embarque à Massaoua en juillet 1838 et est de retour vingt mois plus tard en février 1840.
À Gondar, Atsé Lik Atskoum, un haut dignitaire érudit, prend Arnauld sous sa protection et le présente :
- à l'« empereur » Sohala Dingui, qui n'a plus aucun pouvoir, mais par convenance doit être salué avec respect ;
- au Ras Ali, l'homme fort de la région dont la capitale est Debre Tabor, à l'est du lac Tana. Ali a le même âge qu'Arnauld et les mêmes passions sportives ; ils deviennent amis. La mère d'Ali, Waïzo Manann (Menen Liben Amadé), ancienne régente d'Ali, est une femme très puissante et elle aussi accepte Arnauld[7] ;
- à Dedjadj Guocho, prince de Godjam et gouverneur de Damote, Metchi et Ybabi, qui devient son plus proche ami en Abyssinie.

Par des conseils de bon sens et son attitude honorable, Arnauld acquiert la reputation d'être médecin, devin et homme intègre. Parmi les personnages importants qui lui témoignent leur amitié, il faut rappeler :
- Sahala Sillassé, prince de Choa, la plus riche province d'Abyssinie, qui lui promet son aide pour voyager dans l'Innarya, région où les frères d'Abbadie pensent trouver la source du Nil blanc ;
- Dedjadj Guocho, prince de Gondar, qui est sous la suzeraineté du Ras Ali. Dedjadj Guocho envoie un de ses fils, Lidj Dori à Gondar pour se faire soigner par Arnauld, avec l'invitation de venir au Godjam. Il faut passer par le Godjam pour pénétrer dans l'Innarya, donc Arnauld accepte l'invitation et voyage au sud, vers Dambatch, avec Lidj Dori et ses troupes. C'est pendant ce voyage qu'Arnauld assiste à sa première bataille (un seigneur de guerre tente d'enlever Lidj Dori, pour mieux négocier un accord avec Dedjadj Guocho) et, plus important, Arnauld visite l'« Œil de l'Abay », source du Nil Bleu.

Arrivé à la cour du Dedjadj Guoscho, Arnauld, grâce à sa bravoure et à son sens militaire, est accepté comme fils adoptif par le Dedjadj Guoscho et son épouse la Waïzoro Sahaloa. Il participe à une campagne contre les Gallas et échange ses habits de géographe pour ceux d'un militaire éthiopien.
À la mort de Dedjadj Conefo, gouverneur de Dambya, inféodé à Ras Ali, éclate une guerre de succession. Ras Ali se lie avec Dedjadj Guocho et son fils Birro contre les fils du Dedjadj Conefo. Arnauld participe à la bataille de Konzoula le 4 octobre 1839 durant laquelle les fils de Conefo sont faits prisonniers. Il devient « Ras Mikaël ». 
Après la bataille Arnauld reste dans la cour de Guocho pour se perfectionner en langue et mœurs éthiopiennes.
Antoine doit être de retour en février 1840. En janvier, Arnauld quitte la cour de Guocho pour attendre son frère à Massaoua. La traversée du Tigré n'est pas facile ; le Dedjadj Oubié est « difficile », mais Arnauld réussit à le traverser.

### 1840-1842
Antoine d'Abbadie arrive avec ses nouveaux instruments de géodésie à Massaoua en février 1840. Les deux frères partent pour Adoua le 12 février. L'objectif est de retourner à Gondar où Antoine fera ses relevés géodésiques pendant plusieurs mois, tandis qu'Arnauld ira en Godjam, à la cour de Dedjadj Guocho. Puis, ensemble, ils passeront par le pays des Galla pour rejoindre le royaume d'Inarya (aujourd'hui Ennaréa (en)) où ils pensent trouver la source du Nil blanc.

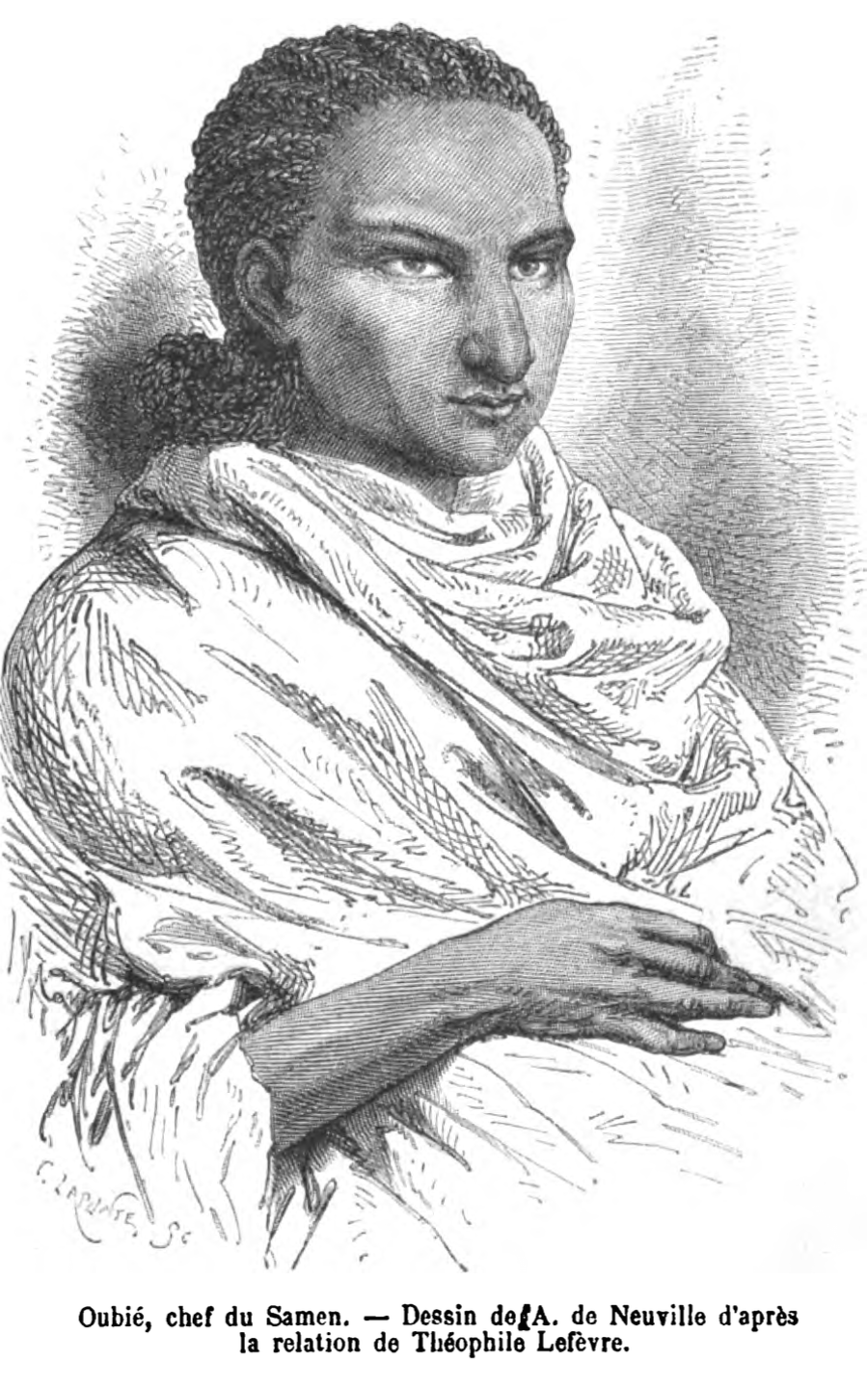
Dedjadj Oubié par Alphonse-Marie-Adolphe de Neuville

Ils doivent d'abord traverser le Tigré. Son gouverneur, le Dedjadj Oubié, est très agressif envers eux. Lors de leur visite de courtoisie, Arnauld agace Oubié, qui, sur un coup de tête et sous l'influence de sa consommation d'hydromel, menace de lui couper la langue, une main et un pied. Arnauld a le choix entre utiliser son arme, qui aurait eu comme conséquence la mort pour lui et Antoine, ou accepter le châtiment pour sauver la vie de son frère. Son courage impressionne et Oubié révise sa décision. Il ordonne qu'Arnauld et Antoine quittent son territoire immédiatement pour ne plus y revenir.
À Adoua, les frères se séparent ; Arnauld, bravant l'interdiction du Dedjadj Oubié, reste à Adoua avec son cheval (cadeau du Dedjadj Guocho et de race exceptionnelle) qui est souffrant ; Antoine part pour Massaoua avec bagages et serviteurs. 
Antoine circule dans la région de Massaoua, utilisant ses nouveaux instruments pour la cartographier pendant plusieurs mois. Lors d'un accident de chasse, un éclat de cartouche le blesse à un œil. Il est obligé de partir pour Aden où il espère de trouver un médecin.
Arnauld voyage dans le Digsa où il se lie avec le Bahar Négach. Pendant cette période, Arnauld accroit sa réputation, car il réussit à récupérer plusieurs femmes chrétiennes vendues comme esclaves. Dès qu'Arnauld reçoit des nouvelles de l'accident de son frère il part pour Aden. Ne pouvant pas garder son cheval et selon le souhait de son frère, il l'envoie, avec son serviteur basque Jean, au prince de Joineville, qui a aidé Antoine à obtenir ses instruments de géodésie.
La voyage à Aden est compliqué, car la région est sous domination anglaise et l'administrateur, le capitaine Haines, considère Arnauld et Antoine comme des espions de la France.

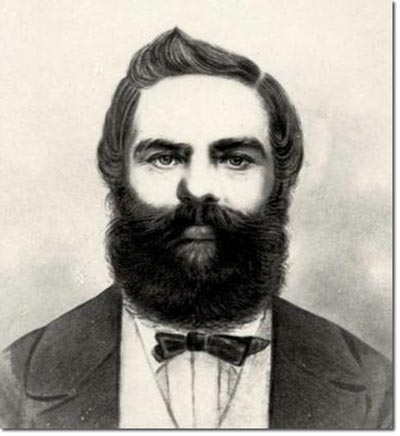
Capitaine Haines

Quand Arnauld arrive à Aden, Antoine, déjà reparti pour le Caire pour se faire soigner, a laissé un message : ils peuvent tenter d'arriver au royaume d'Innarya par le sud, en passant par Berbera (Somalie), la région de Harar et le Choa, où le prince Sahala Sillassé les protégera.
Une fois que les deux frères sont arrivés à Berbera les potentats locaux, sous l'influence des Anglais, les bloquent. Antoine et Arnauld ne peuvent pas voyager dans l'intérieur du pays. Pendant leur séjour forcé, ils approfondirent leurs connaissances en langues, us et coutumes ; Antoine collectionne des manuscrits et prépare un dictionnaire. 
Le 15 janvier 1841, ils quittent Berbara, rendu trop inhospitalier par les actions du capitaine Haines, pour se rendre au port de Tadjourah (Djibouti). Leur plan est toujours de rejoindre le royaume d'Inarya par le sud.
Après trois mois de tentatives de négociations, face aux pressions exercées par le capitaine Haines, ils abandonnent le projet et le 12 mai 1841 ils quittent Djibouti pour le Yémen. Les frères sont mal reçus au Yémen, car chrétiens. Antoine retourne à Massaoua. Arnauld part en mission pour Djeddah puis retrouve Antoine au mois d'août 1841.
Ils tentent  encore de traverser le Tigré. Arnauld part seul pour Adoua en faisant escale à Digsa et contre tous les conseils, il rend visite au Dedjadj Oubié. La situation politique a changé. Maintenant, Oubié fait la guerre contre Ras Ali et il est allié avec Dedjadj Guocho, dont l'amitié avec Arnauld ne s'est jamais démentie. Arnauld est reçu en grande pompe par Dedjadj Oubié.

### 1842-1844
Grâce au changement d'alliance du Dedjadj Oubié, Arnauld peut traverser le Tigré pour aller dans le Godjam et Antoine peut séjourner dans le Tigré et voyager librement. Il arrive à Adoua le 2 janvier 1842 et passe plusieurs mois pour faire des mesures géodésiques. Puis, lors d'une bataille, le Dedjadj Oubié est fait prisonnier et le territoire est en tumulte. Antoine est obligé de trouver refuge pendant plusieurs semaines dans une église à Adoua, puis il s'échappe et se rend à Gondar. 
| - Les voyages d'Arnauld d'Abbadie |

A Gondar Antoine étudie les langues, collectionne des manuscrits et fait des triangulations géodésiques (850 repaires absolues pour la cartographie). Vers la fin septembre il visite le lac Tana, la vallée de Quarata et en janvier-février les églises de Lalibela. Antoine quitte Gondar en février 1843 et part pour le Godjam.
Entre-temps, Arnauld, après avoir quitté le Dedjadj Oubié, s'est rendu à Gondar où il apprend la victoire du Ras Ali sur le Dedjadj Guocho et son fils Birro à la bataille de Dabra Tabor le 13 février 1842. Il renoue ses contacts avec le Lik Atskou ; la Waïzoro Mannan et l'Abouna. 
En août 1842 Arnauld quitte Gondar pour retrouver le Dedjadj Guocho et son épouse la Waïzoro Sahalou près de Dorokoa. Il renouvelle également ses relations avec Birro, le fils illégitime de Guocho, qui campe avec son armée dans les environs. Arnauld s'implique totalement dans la vie militaire avec Guocho et Birro.
En février 1843 les armées de Guocho et Birro se réunissent pour combattre le Ras Ali. Antoine arrive le 27 février. Il est chargé par l'Abouna de Aksoum d'un projet de médiation entre le Ras Ali et de Dedjadj Guocho afin d'éviter une confrontation. Malgré l'intercession d'Arnauld la mission échoue. 
Antoine veut repartir avec Arnauld au royaume d'Ennaréa en pays Gallas à la recherche de la source du Nil blanc. Vu la situation militaire, Arnault décide qu'il doit rester auprès du Dedjadj Guocho. Il pense que l'influence de Guocho sur les tribus Gallas peut protéger son frère dans cette expédition dangereuse. Donc Antoine part seul, le 19 mai 1843, pour Mota afin de poursuivre ses recherches.
La campagne contre le Ras Ali commence. Les deux armées traversent l'Abbaïe et bataillent dans le Wello jusqu'à la fin de juin 1843. Arnauld est avec Birro. Ce dernier apprécie ses qualités et l'oblige à rester à ses côtés. Il veut aussi séparer Arnauld et Guocho, car il a l'intention de prendre la place de son père comme l'homme fort du Godjam.
Arnauld et d'autres fidèles de Guoscho (Ymer Sahalou en particulier) rusent pour quitter le campement de Birro en octobre 1943 et pour aller dans la ville de Mota puis pour rejoindre le campement du Guocho. 
Au début de 1844 il reçoit enfin des nouvelles de son frère : Antoine est captif au pays Galla (Oromia), chez Abba Bagibo, prince d'Ennaréa. 
Antoine, parti avec une caravane en mai 1843, arrive à Saka, au royaume de Limmu-Ennaréa, le 26 juillet. Il est reçu en audience par le roi Abba Bogibo. Ce dernier soupçonne Antoine, le premier homme blanc qu'il voit, de connaissances surnaturelles. Il le retient à sa cour. 
|  |

Le roi de Kaffa veut voir le blanc et demande à Abba Bogibo de lui envoyer. En contre-partie il accepte une alliance que Bogibo désirait depuis longtemps. Antoine est envoyé par Abba Bogibo comme « frère-de-noces » pour arranger le mariage d'une fille du roi avec Abba Bogibo. Il est le premier européen de visiter le Kaffa. Il reste 14 jours à Bonga, puis retourne chez d'Abba Bogibo le 19 décembre 1843. Il craint de ne pouvoir jamais revenir en Godjam. 
Pour récupérer son frère, Arnauld menace d’arrêter, avec son armée, tous les caravanes qui veulent entrer dans le pays d'Abba Bogibo si son frère n'est pas libéré. Le 25 février 1844 Antoine quitte l'Ennaréa avec une caravane et rentre dans le Godjam le 10 avril 1844. Il visite la source de l'Abaïe et fait des mesures géodésiques, puis se rend à Baguina, chez les Agew. Il revient à Gondar le 30 juillet 1844.
Entre-temps, Dedjadj Guocho a été fait prisonnier par le Dedjadj Syoum. À ce moment, Birro complote contre son père. Les vassaux fidèles à Guoscho sont écartés des postes de responsabilité. Birro insiste pour garder Arnauld auprès de lui, en lui promettant des honneurs et des territoires s'il accepte sa suzeraineté. Birro ne veut pas laisser Arnauld aller chez le Ras Ali pour négocier la libération de son père car il a peur qu'Arnauld réussisse !
Arnauld reste fidèle à son ami Guocho et, esquivant les troupes de Birro, arrive à Dabra Tabor vers le 15 mai 1844. Il veut négocier la libération de Guocho avec le Ras Ali. 

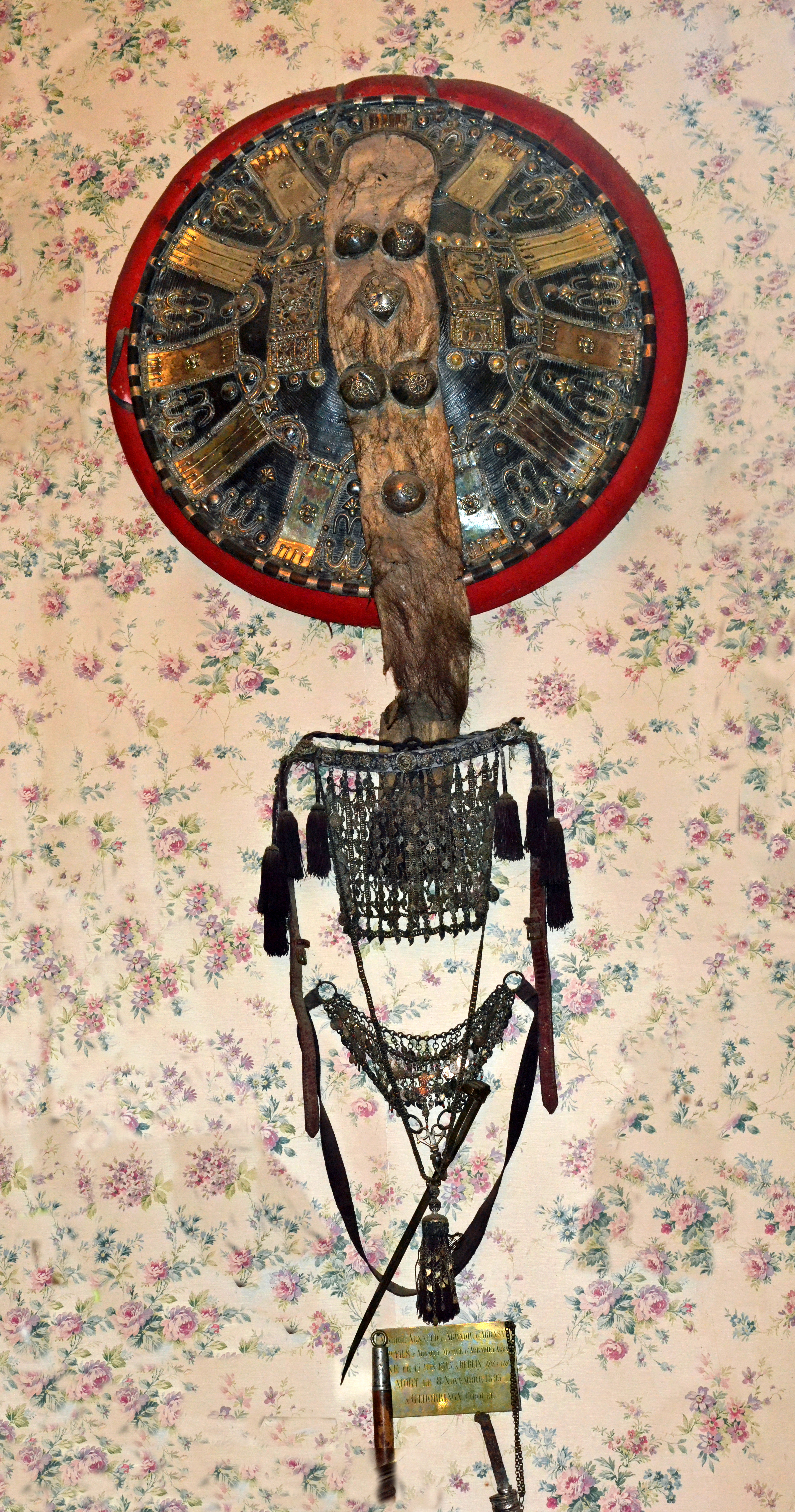
Bouclier d'apparat en argent d'Arnauld, avec harnais en argent de son cheval

Le Ras Ali reçoit le « Ras Mikaël » avec tous les honneurs et Arnauld le convainc que la meilleure solution politique est de libérer Guoscho. Le problème est que Guoscho est tenu par la mère d'Ali, la Waïzoro Mennan, qui a des relations tendues avec son fils. Donc Arnauld part pour Gondar afin de négocier directement avec la Waïzoro Mennan. Arnauld est aidé par Atse Yohannès (deuxième mari de la Waïzoro).
Il y a un jeu de chat et de souris entre Arnauld et la Waïzoro Mannen. La grief de la Waïzoro contre Guocho est simplement qu'il est le père de Birro. Le querelle entre Ali et Birro est irréconciliable et la femme de Birro, Oubdar, est la fille favorite de la Waïzoro. Elle déteste son genre et veut récupérer sa fille, donc elle propose de l'échanger pour la libération de Guoscho. Birro, qui secrètement ne veut pas la libération de son père, fait capoter les négociations en avril 1844. 
Grâce aux talents d'Arnauld, les interventions de Lik Atskou et d'Ali une deuxième tentative de négociation est une réussite : Guocho est amené à Gondor, la Waïzoro lui pardonne et il est libéré. Guocho et Arnauld partent pour Dabra Tabor afin de sceller la réconciliation avec le Ras Ali.
Les alliances changent encore : Guocho et Syoum sont alliés contre Birro et Oublé et sous la suzeraineté d'Ali. Birro augmente son armée jusqu'à 50 000 hommes. La guerre des factions, comme souvent le cas, consiste en  de nombreuses batailles, sans vainqueur ni vaincu.
Arnauld retourne à Gondar en juillet 1844 et est rejoint par Antoine le 30 juillet. Ce dernier part pour Massaoua le 25 septembre et il est de retour vers le 20 décembre. Réunis à Gondar, les deux frères analysent les informations en leur possession sur les hypothèses possibles concernant la source du Nil blanc. Ils estiment que le Ghibie, qui tourne autour du Kaffa devait réunir avec l'Omo, qui est, suivant l'avis de Joseph-Pons d'Arnaud, le principal affluent du Nil blanc. Malgré les dangers ils projettent un deuxième voyage dans l'Ennaréa, afin de déterminer la source du Ghibé.

### 1844-1846
À la fin décembre 1844, Domingo, l'ancien servant basque d'Antoine et d'Arnauld arrive à Gondar. Les deux frères l'avaient libéré de leur service et le conseillaient de rentrer en France. Mais Domingo a préféré  rester en Abyssinie avec une vie de baroudeur, espérant y faire fortune. Malheureusement, il arrive malade et meurt le 19 janvier 1845. Arnauld veut envoyer ses affaires à la famille de Domingo au pays basque et il entre en conflit avec la Waïzoro Menan, qui, espérant que Domingo est riche, veut garder ses affaires pour elle-même. Arnauld règle diplomatiquement ce problème et un autre entre la Waïzoro et l'Abouna qui a couvé depuis des mois.
Les deux frères quittent Gondar le 18 février 1845. Antoine part pour Kouarato, sur sa route vers le royaume d'Enaréa, et Arnauld pour les sources chaudes de Gor Amba (12° 25' 60" N , 38° 43' 0" E) afin de se faire soigner (ténia ?). À Gor Amba, il rencontre Walter Plowden, un explorateur anglais, qui a laissé son compagnon John Bell (futur conseilleur de Téwodros II) à Mahadera Mariam. Un rixe entre un homme d'Arnauld, qui blesse un indigène pose problème. Il y a menace de procès, avec des conséquences très graves pour Arnauld si l'homme meurt. Pour éviter le danger, Arnauld et Plowden partent immédiatement pour Kouarata près du lac Tana afin de rejoindre Antoine, Guocho et Ali. Ils arrivent le 8 mars 1845.
Afin d'augmenter sa puissance militaire, Guocho part en tournée avec Arnauld pour recruter des déserteurs de Birro. Ils sont de retour à Kouarata le 8 avril 1845.
En ce qui concerne Antoine, il part avec Ras Ali pour se rendre en Godjam, car il faut une escorte de troupes armées pour traverser le pays infesté par des diverses factions opposées à Ali et Guocho. Antoine quitte Ali le 14 avril 1845 et voyage seul vers le sud.
|  |

| - Ras Mikaël circa 1845 |

La guerre intestine entre Ali, Guocho, Birro, Oubié et d'autres potentats régionales bât son plein. Arnauld participe très activement, avec beaucoup d'intelligence et bravoure. Il est tellement apprécié par Guocho que ce dernier lui propose de confier le commandement de ses armées. C'est une position dont Arnauld rêvée. Au même moment, Antoine l'appelle de quitter Guocho et de venir dans l'Ennaréa pour chercher la source du Nil blanc.
Arnauld est tiraillé entre Guocho et son frère. Après mûre réflexion, Arnauld annonce à Guocho qu'il doit rejoindre son frère, mais après leur expédition, il reviendra auprès de lui. Avec tristesse, Guocho donne sa bénédiction au voyage d'Arnauld. Il faut aussi obtenir l'autorisation d'Ali pour rejoindre Antoine et Ali refuse catégoriquement de laisser Arnauld partir. Il est trop utile comme militaire.
Cependant, Arnauld arrive à convaincre Ali que s'il lui confie une mission diplomatique auprès du prince d'Enaréa, Abba Bogibo, le résultat sera que bénéfique pour Ali. La mission protègera aussi Arnauld contre un mauvais traitement par Abba Bogibo. 
Arnauld part avec une caravane qui va vers l'Ennaréa. En route, il rencontre encore Plowden et Bell et, ensemble, ils traversent le fleuve bleu, juste avant les grandes crues, pour arriver au pays Galla. Les deux Anglais portent des fusils pour se protéger, mais Arnauld leur conseille vivement de se débarrasser de toutes leurs armes à feux, car elles provoquent la convoitise des gallas, qui n'hésiteront pas de tuer pour les obtenir et en cas d'usage, si Plowden ou Bell tuent un galla, tous les Européens dans les environs seront massacrés !
Après la traversée, Arnauld et les Anglais se séparent, chacun avec leur protecteur galla ; celui d'Arnauld est Choumi un notable galla. Arnauld arrive au village de Choumi le 8 juillet 1845.
Plowden ne suit pas les consignes d'Arnauld et quelques jours plus tard, lors d'un affrontement avec une bande de gallas, il tue un homme. La conséquence est que toutes bandes armées de Galla environnant veulent massacrer tout Européen sur leur territoire. La route vers l'Ennaréa est maintenant barrée pour Arnauld.
Coincé chez Choumi, Arnuld ne peut pas retourner en Godjam car le Nil bleu est maintenant en crue et toute traversée est impossible. Il profite de cette période d'inactivité pour apprendre les langues galla. Dans les villages, Arnauld utilise ses connaissances des mœurs et la psychologie pour pratiquer la géomancie. Il impressionne et a la réputation d'être un devin !
Le 25 août, Arnauld reçoit des nouvelles d'Antoine. Il est chez Abba Bagibo, ce dernier veut qu'Arnauld vienne chez-lui. Encore des messagers le 25 octobre et le 24 novembre. Dans ce dernier, Antoine affirme qu'une route ouverte sera peut-être possible (mais toujours très dangereuse). Arnauld part avec six hommes et traverse des pays très hostiles, fièvre, groupes armés qui veulent le tuer, etc. 
|  |

Le 10 décembre, Arnauld traverse la Gibé et est en sécurité au royaume de Limmou-Ennarea. Il arrive à Saqqa, la ville principale d'Enaréa le 15 décembre 1845. Antoine est là.
Après avoir quitté Ali le 14 avril 1846, Antoine a traversé encore l'Abaïe et, sans escorte, il arrive au royaume de Jimma en juin. Dix jours plus tard, il franchit la frontière du royaume de Limma-Enaréa et commence à récolter des informations sur les rivières et leurs sources. Il finit par reconnaître dans le Gibé d'Enaréa le principal tributaire de l'Omo et donc du Nil blanc. La source se trouve dans la forêt de Ababya au nord de Jimma.
Anrauld et Antoine ont une audience avec Abba Bagibo le 20 décentre 1845 et ils lui demandent l'autorisation d'aller à la source du Gibé, sous prétexte de faire une offrande à une déité locale. Abba Bagibo, converti à l'Islam depuis peu, garde aussi des croyances ancestrales et il les accorde leur requête.
Les deux frères quittent Saqqa le 15 janvier et arrivent à la source le 19 janvier 1846. Ils plantent le drapeau français et boivent à la santé du roi Louis-Philippe Ier. La source n'a rien de spectaculaire et il y a pléthore d'autres ruisseaux qui peuvent prétendre être LA source tant recherchée.
Antoine écrivait : « L'avenir décidera si nous avons bien choisi sa place parmi le dédale de rivières dont les méandres sillonnent cette partie d'Afrique. » En effet, leur choix de source est accepté comme la source du Gibé, mais leur hypothèse que l'Omo est un tributaire du Nil blanc est fausse. Dès qu'Antoine publie le récit de leur découverte elle est contestée, notamment par l'explorateur anglais Charles Beke (voir source du Nil blanc pour plus de détails).
| - Rivière Gibe et ses affluents Carte interactive - Source de la rivière Gibe. Image interactive |

La source trouvée, il faut sortir du royaume et retourner en Godjam ! 
Antoine Arnauld sont retenus comme « hôtes » par Abba Boggibo. Il veut utiliser le « don divinatoire » d'Arnauld à ses propres fins. S'échapper est quasi-impossible, il fallait tuer plusieurs gardes, traverser des déserts, éviter des bandes armées, etc. Pour sortir, Arnauld envisage de cacher son frère dans un caravane qui quitte le pays, puis après, s'échapper lui-même et tenter de traverser l'Ennaréa et Galla seul. Mais, avant de mettre le plan en exécution, une fantaisie d'Abba Baggibo ouvre la porte de sortie : Abba Bagibo veut comme nième épouse une parent de Ras Ali et il charge Arnauld de faire les négociations ! Les deux frères partent de Saqqa avec tous les honneurs !
La route de retour est semée de difficultés, des querelles entre tribus ; ils sont menacés de mort à plusieurs reprises. Ils sont obligés de se séparer et ne se rejoignent qu'en décembre 1846.

### 1847-1849
Arnauld et Antoine arrivent à Gondar le 20 avril 1847 en longeant la côte orientale du lac Tana. Ils apprennent que leur frère cadet, Charles est à Massaoua et qu'il les cherche. En effet, leur mère, sans nouvelle d'eux pendant près de deux ans est inquiète ; elle demande conseil et aide au Vatican et au vice-roi d'Égypte, puis envoie son troisième fils en Éthiopie. Antoine part pour Massaoua le 25 juillet 1847 pour chercher Charles. Les deux frères retournent à Gondar.
Antoine fait l'exploration de l'Agamé et en 1848 celle du Semien Gondar où il fait l'ascension du Ras Dashan, le point culminant de l'Éthiopie et des monts Simien. Sa mesure de l'altitude (4 600 mètres) est très proche de l'estimation moderne (4 550 mètres).
Malheureusement, l’ophtalmie chronique d'Antoine le rend aveugle et il est obligé de quitter définitivement l'Abyssinie. Le 4 octobre 1848, Antoine quitte Massaoua et arrive au Caire le 3 novembre. Arnauld et Charles partent de Massaoua à la fin novembre. Les trois frères sont de retour en France au début de 1849.

## Écrits d'Arnauld d'Abbadie
- Arnauld d'Abbadie, Douze ans dans la Haute-Éthiopie (Abyssinie), vol. 1, Paris, Hachette, 1868, 631 p. (lire en ligne sur Gallica).

Également disponible en facsimilé : « Douze ans dans la Haute-Éthiopie (Abyssinie), vol.1 », sur Wikisource
La première traduction en langue éthiopienne : (am) Arnauld d'Abbadie (trad. du français par Ganat ʼAyala ʼAnbasé), በኢትዮጵያ ከፍተኛ ተራሮች ቆይታዬ [« Douze ans de séjour dans la Haute-Éthiopie »], Addis-Ababa,‎ 2016 (1re éd. 1868), 448 p. et la deuxième tome est publié en 2020.
Les trois fragments suivants sont publiés en 1896. Ils sont inclus dans Douze ans dans la Haute-Éthiopie (Abyssinie), tome II (1983).
- Arnauld d'Abbadie, « L'Éthiopie chrétienne : fragments inédits (I) - Organisation religieuse du pays », Études, vol. 70,‎ 1897, p. 245-252 (lire en ligne sur Gallica).
- Arnauld d'Abbadie, « L'Éthiopie chrétienne : fragments inédits (II) - Religieux et anachorètes », Études, vol. 70,‎ 1897, p. 349-365 (lire en ligne sur Gallica).
- Arnauld d'Abbadie, « L'Éthiopie chrétienne : fragments inédits (III) - Légendes éthiopiennes », Études, vol. 70,‎ 1897, p. 624-632 (lire en ligne sur Gallica).

Les tomes II à IV sont également disponible par téléchargement.
- Arnauld d'Abbadie et Jeanne-Marie Allier, Douze ans dans la Haute-Éthiopie (Abyssinie) [Vol. 2], vol. 2, Rome, Città del Vaticano, coll. « Studi e Test », 1980, 332 p. (lire en ligne).

- Arnauld d'Abbadie et Jeanne-Marie Allier, Douze ans dans la Haute-Éthiopie (Abyssinie) [Vol. 3], vol. 3, Rome, Città del Vaticano, coll. « Studi e Test », 1983, 308 p. (lire en ligne).

- Arnauld d'Abbadie et Jeanne-Marie Allier, Douze ans dans la Haute-Éthiopie (Abyssinie) [Vol. 4], vol. 4, Rome, Città del Vaticano, coll. « Studi e Test », 1999, 476 p. (lire en ligne).

- Arnauld d'Abbadie et Jeanne-Marie Allier (dir. et Introduction et notes) (préf. Joseph Tubiana), Douze ans dans la Haute-Éthiopie (Abyssinie), vol. 1, Rome, Città del Vaticano, coll. « Studi e Test » (no 286), 1980 (1re éd. 1868), 628 p. (ISBN 88-210-0516-X, présentation en ligne).

« Douze ans en Éthiopie, tome I : Table des matières », sur Torrossa : the online bookstore
- Arnauld d'Abbadie et Jeanne-Marie Allier (dir. et Introduction et notes), Douze ans dans la Haute-Éthiopie (Abyssinie), vol. 2, Rome, Città del Vaticano, coll. « Studi e Test » (no 287), 1980, 316 p. (ISBN 88-210-0565-8, présentation en ligne).

« Douze ans en Éthiopie, tome II : Table des matières », sur Torrossa : the online bookstore
- Arnauld d'Abbadie et Jeanne-Marie Allier (dir. et Introduction et notes), Douze ans dans la Haute-Éthiopie (Abyssinie), vol. 3, Rome, Città del Vaticano, coll. « Studi e Test » (no 304), 1983, 288 p. (ISBN 88-210-0526-7, présentation en ligne).

« Douze ans en Éthiopie, tome III : Table des matières », sur Torrossa : the online bookstore
- Arnauld d'Abbadie et Jeanne-Marie Allier (dir. et Introduction et notes), Douze ans dans la Haute-Éthiopie (Abyssinie), vol. 4, Rome, Città del Vaticano, coll. « Studi e Test » (no 391), 1999, 458 p. (ISBN 88-210-0696-4, présentation en ligne).

« Douze ans en Éthiopie, tome IV : Table de matières », sur Torrossa : the online bookstore